# Élections législatives de 1946 en Algérie française
Les élections législatives françaises de 1946 se tiennent le 10 novembre. Ce sont les premières élections législatives de la Quatrième république, après l'adoption lors du référendum du 13 octobre d'une nouvelle constitution.

## Mode de scrutin
L'Assemblée nationale est composée de 618 sièges pourvus au scrutin proportionnel plurinominal suivant la règle de la plus forte moyenne dans le cadre départemental, sans panachage. 
Le vote préférentiel est admis, en inscrivant un numéro d'ordre en face du nom d'un, de plusieurs ou de tous les candidats de la liste. Mais l'ordre ne pourra être modifié que si au moins la moitié des suffrages portés sur la liste est numéroté. Dans les faits les modifications ne dépasseront jamais les 7%.
Dans le territoire d'Algérie française, trente députés sont à élire. Le gouvernement provisoire applique le même calcul qu'en métropole pour les citoyens français d'Algérie, ce qui leur donne quinze députés à élire. Ce résultat détermine également le nombre de députés pour les Non-Citoyens (population dites indigènes). 
Ce procédé ne tient pas compte de la grande différence démographique entre les deux collèges et encore moins de la population générale. Les femmes non-citoyennes sont de plus exclus du vote. 
Les citoyens et citoyennes français (des Colons en écrasante majorité) votent donc pour le premier collège, les hommes relevant du statut juridique des indigènes d'Algérie pour le second collège dit des non-citoyens.

## Élus
| Circonscription            | Député sortant              | Parti | Parti    | Député élu ou réélu          | Parti | Parti    |
| -------------------------- | --------------------------- | ----- | -------- | ---------------------------- | ----- | -------- |
| Département d'Alger        |                             |       |          |                              |       |          |
| Citoyens                   | Pierre Fayet                |       | PCA      | Pierre Fayet                 |       | PCA      |
| Citoyens                   | Marius Dalloni              |       | SFIO     | Jacques Chevallier           |       | RI       |
| Citoyens                   | Paul Viard                  |       | MRP      | Paul Viard                   |       | MRP      |
| Citoyens                   | Auguste Rencurel            |       | Rad-soc  | Auguste Rencurel             |       | Rad-soc  |
| Citoyens                   | Fernand Chevellier          |       | PRL      | Fernand Chevellier           |       | PRL      |
| Citoyens                   | Siège créé                  |       |          | Adolphe Aumeran              |       | RI       |
|                            |                             |       |          |                              |       |          |
| Non-Citoyens               | Chérif Saâdane              |       | UDMA     | Ahmed Mezerna                |       | MTLD     |
| Non-Citoyens               | Mohamed Cherif Benkeddache  |       | UDMA     | Mohamed Khider               |       | MTLD     |
| Non-Citoyens               | Mohand Achour               |       | app SFIO | Amar Smaïl                   |       | MI       |
| Non-Citoyens               | Abderrahmane Bentounès      |       | app SFIO | Abderrahmane Bentounès       |       | app SFIO |
| Non-Citoyens               | Siège créé                  |       |          | Mohamed Ben Kaddour Bentaïeb |       | MRP      |
| Département de Constantine |                             |       |          |                              |       |          |
| Citoyens                   | Raoul Borra                 |       | SFIO     | Raoul Borra                  |       | SFIO     |
| Citoyens                   | René Mayer                  |       | Rad-soc  | René Mayer                   |       | Rad-soc  |
| Citoyens                   | Paul Pantaloni              |       | PRL      | Paul Pantaloni               |       | PRL      |
| Citoyens                   | Siège créé                  |       |          | Jacques Augarde              |       | MRP      |
|                            |                             |       |          |                              |       |          |
| Non-Citoyens               | Ferhat Abbas                |       | UDMA     | Abderrahmane Djemad          |       | PCA      |
| Non-Citoyens               | El-Hadi Mostefaï            |       | UDMA     | Mohamed Lamine Debaghine     |       | MTLD     |
| Non-Citoyens               | Abdesselam Benkhelil        |       | UDMA     | Messaoud Boukadoum           |       | MTLD     |
| Non-Citoyens               | Kaddour Sator               |       | UDMA     | Djamel-Eddine Derdour        |       | MTLD     |
| Non-Citoyens               | Haoues Bey Lagoun           |       | UDMA     | Allaoua Ben Aly Chérif       |       | MI       |
| Non-Citoyens               | Chérif Hadj Saïd            |       | UDMA     | Hachemi Benchennouf          |       | MI       |
| Non-Citoyens               | Siège créé                  |       |          | Abdelkader Cadi              |       | MI       |
| Département d'Oran         |                             |       |          |                              |       |          |
| Citoyens                   | Alice Sportisse Gomez-Nadal |       | PCA      | Alice Sportisse Gomez-Nadal  |       | PCA      |
| Citoyens                   | Maurice Rabier              |       | SFIO     | Maurice Rabier               |       | SFIO     |
| Citoyens                   | Marcel Gatuing              |       | MRP      | Charles Serre                |       | MRP      |
| Citoyens                   | Roger Catroux               |       | PRL      | Henri Jeanmot                |       | Rad-soc  |
| Citoyens                   | François Quilici            |       | Paysan   | François Quilici             |       | Paysan   |
|                            |                             |       |          |                              |       |          |
| Non-Citoyens               | Abdelkader Mahdad           |       | UDMA     | Mohamed Mokhtari             |       | PCA      |
| Non-Citoyens               | Ahmed Francis               |       | UDMA     | Ahmed Mekki-Bezzeghoud       |       | MI       |
| Non-Citoyens               | Kada Boutarène              |       | UDMA     | Ghalamallah Laribi           |       | MI       |

## Résultats
Ces élections sont fortement contestées dans les seconds collèges. L'UDMA appelle au boycott, ceux qui acceptent de participer (le MTLD et le PCA) dénoncent des fraudes (urnes brisées, manques de signatures, bourrage d'urnes, consignes de l'administration, des scrutateurs illétrés...).

### Département d'Alger

#### Collège des Citoyens
| Parti    | Parti          | Tête de liste    | Résultats | Résultats | Sièges |  |
| Parti    | Parti          | Tête de liste    | Voix      | %         | Sièges |  |
| -------- | -------------- | ---------------- | --------- | --------- | ------ |  |
|          | RGR-RI-PRL-MRP | Auguste Rencurel | 103 668   | 66,21     | 5 2    |  |
|          | PCA            | Pierre Fayet     | 37 293    | 23,82     | 1      |  |
|          | SFIO           | Marius Dalloni   | 15 610    | 9,97      | - 1    |  |
|          |                |                  |           |           |        |  |
| Inscrits | Inscrits       | Inscrits         | 229 990   | 100,00    | 6 1    |  |
| Votants  | Votants        | Votants          | 158 714   | 69,01     |        |  |
| Exprimés | Exprimés       | Exprimés         | 156 571   | 98,65     |        |  |

#### Collège des Non-Citoyens
| Parti    | Parti       | Tête de liste          | Résultats | Résultats | Sièges |  |
| Parti    | Parti       | Tête de liste          | Voix      | %         | Sièges |  |
| -------- | ----------- | ---------------------- | --------- | --------- | ------ |  |
|          | MI-SFIO-MRP | Abderrahmane Bentounès | 108 812   | 48,85     | 3 3    |  |
|          | MTLD        | Ahmed Mezerna          | 99 792    | 44,80     | 2 2    |  |
|          | PCA         | Amar Ouzegane          | 14 161    | 6,36      | -      |  |
|          |             |                        |           |           |        |  |
| Inscrits | Inscrits    | Inscrits               | 452 499   | 100,00    | 5 1    |  |
| Votants  | Votants     | Votants                | 224 679   | 49,65     |        |  |
| Exprimés | Exprimés    | Exprimés               | 222 765   | 99,15     |        |  |

### Département de Constantine

#### Collège des Citoyens
| Parti    | Parti       | Tête de liste | Résultats | Résultats | Sièges |  |
| Parti    | Parti       | Tête de liste | Voix      | %         | Sièges |  |
| -------- | ----------- | ------------- | --------- | --------- | ------ |  |
|          | RGR-PRL-MRP | René Mayer    | 46 955    | 64,83     | 3 1    |  |
|          | SFIO        | Raoul Borra   | 14 226    | 19,64     | 1      |  |
|          | PCA         | Flavien Bovo  | 11 242    | 15,52     | -      |  |
|          |             |               |           |           |        |  |
| Inscrits | Inscrits    | Inscrits      | 117 664   | 100,00    | 4 1    |  |
| Votants  | Votants     | Votants       | 74 082    | 62,96     |        |  |
| Exprimés | Exprimés    | Exprimés      | 72 423    | 97,76     |        |  |

#### Collège des Non-Citoyens (1recirconscription)
| Parti    | Parti    | Tête de liste       | Résultats | Résultats | Sièges |  |
| Parti    | Parti    | Tête de liste       | Voix      | %         | Sièges |  |
| -------- | -------- | ------------------- | --------- | --------- | ------ |  |
|          | MI       | Hachemi Benchennouf | 49 981    | 65,61     | 2 2    |  |
|          | MTLD     | Ahmed Boudaa        | 21 852    | 28,69     | -      |  |
|          | PCA      | Mohamed Kough       | 4 345     | 5,70      | -      |  |
|          |          |                     |           |           |        |  |
| Inscrits | Inscrits | Inscrits            | 185 951   | 100,00    | 2      |  |
| Votants  | Votants  | Votants             | 76 774    | 41,29     |        |  |
| Exprimés | Exprimés | Exprimés            | 76 178    | 99,22     |        |  |

#### Collège des Non-Citoyens (2ecirconscription)
| Parti    | Parti    | Tête de liste            | Résultats | Résultats | Sièges |  |
| Parti    | Parti    | Tête de liste            | Voix      | %         | Sièges |  |
| -------- | -------- | ------------------------ | --------- | --------- | ------ |  |
|          | MTLD     | Mohamed Lamine Debaghine | 37 939    | 85,21     | 3 3    |  |
|          | PCA      | Ali Boudour              | 6 582     | 14,79     | -      |  |
|          |          |                          |           |           |        |  |
| Inscrits | Inscrits | Inscrits                 | 218 617   | 100,00    | 3      |  |
| Votants  | Votants  | Votants                  | 45 137    | 20,65     |        |  |
| Exprimés | Exprimés | Exprimés                 | 44 521    | 98,64     |        |  |

#### Collège des Non-Citoyens (3ecirconscription)
| Parti    | Parti    | Tête de liste          | Résultats | Résultats | Sièges |  |
| Parti    | Parti    | Tête de liste          | Voix      | %         | Sièges |  |
| -------- | -------- | ---------------------- | --------- | --------- | ------ |  |
|          | MI-UDMA  | Allaoua Ben Aly Chérif | 37 126    | 61,61     | 1 1    |  |
|          | PCA      | Abderrahmane Djemad    | 23 130    | 38,39     | 1 1    |  |
|          |          |                        |           |           |        |  |
| Inscrits | Inscrits | Inscrits               | 77 917    | 100,00    | 2      |  |
| Votants  | Votants  | Votants                | 60 988    | 78,27     |        |  |
| Exprimés | Exprimés | Exprimés               | 60 256    | 98,80     |        |  |

### Département d'Oran

#### Collège des Citoyens
| Parti    | Parti        | Tête de liste               | Résultats | Résultats | Sièges |  |
| Parti    | Parti        | Tête de liste               | Voix      | %         | Sièges |  |
| -------- | ------------ | --------------------------- | --------- | --------- | ------ |  |
|          | PPUS-RGR-PRL | François Quilici            | 45 748    | 35,98     | 2 1    |  |
|          | PCA          | Alice Sportisse Gomez-Nadal | 36 331    | 28,57     | 1      |  |
|          | SFIO         | Maurice Rabier              | 23 230    | 18,27     | 1      |  |
|          | MRP          | Charles Serre               | 21 832    | 17,17     | 1 1    |  |
|          |              |                             |           |           |        |  |
| Inscrits | Inscrits     | Inscrits                    | 198 420   | 100,00    | 5      |  |
| Votants  | Votants      | Votants                     | 129 193   | 65,11     |        |  |
| Exprimés | Exprimés     | Exprimés                    | 127 141   | 98,41     |        |  |

#### Collège des Non-Citoyens
| Parti    | Parti    | Tête de liste          | Résultats | Résultats | Sièges |  |
| Parti    | Parti    | Tête de liste          | Voix      | %         | Sièges |  |
| -------- | -------- | ---------------------- | --------- | --------- | ------ |  |
|          | MI       | Ahmed Mekki-Bezzeghoud | 51 384    | 59,76     | 2 2    |  |
|          | PCA      | Mohamed Mokhtari       | 34 607    | 40,24     | 1 1    |  |
|          |          |                        |           |           |        |  |
| Inscrits | Inscrits | Inscrits               | 295 593   | 100,00    | 3      |  |
| Votants  | Votants  | Votants                | 87 923    | 29,75     |        |  |
| Exprimés | Exprimés | Exprimés               | 85 991    | 97,80     |        |  |